# 平安驿站
平安驿站，位于中华人民共和国青海省海东市平安区，是兰青铁路上的火车站，建于1959年，由青藏铁路公司管辖。现对外办理客运业务。

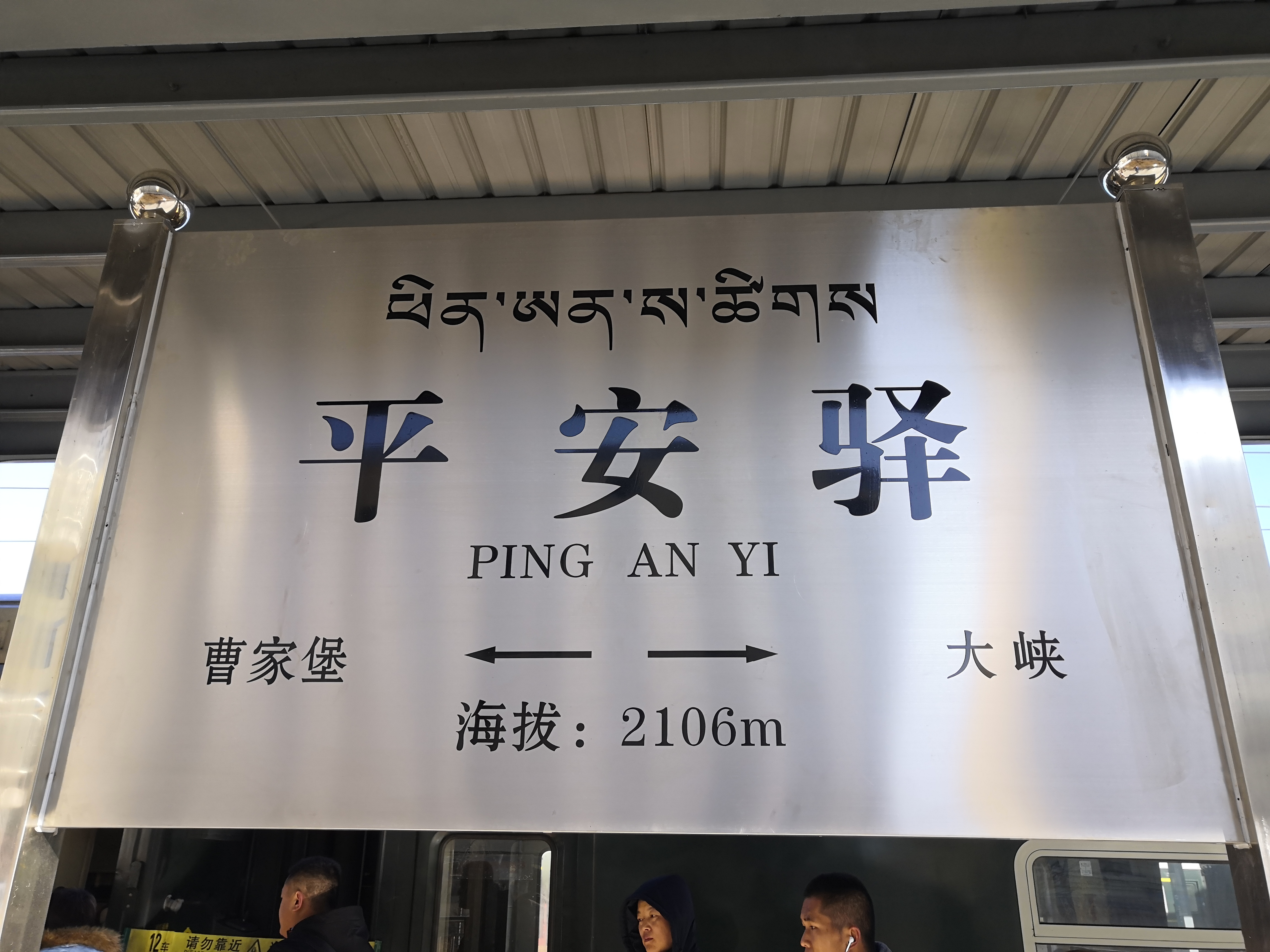
车站站牌

## 車站周邊
- 海东汽车站
- 中国银行海东分行
- 中国建设银行海东分行
- 平安区中医医院
- 中国工商银行海东分行
- 中国工商银行海东分行
- 青海好来家品质酒店平安区店
- 中国人民银行海东地区中心支行
- 平安区人民政府
- 中国移动平安信息港合作营业厅
- 中国邮政储蓄银行平安大道营业所
- 海东市水务局
- 海东市教育局
- 平安区交通局
- 海东市图书馆
- 平安区发展和改革局
- 平安区第三中学
- 青海省海东市会议中心
- 雷电庙
- 海东市人民政府
- 海东海峰国际大饭店
- 海东市人民医院

## 歷史
- 建于1959年。

## 外部連結
- 中国铁路客户服务中心 （页面存档备份，存于）